# 10483 Tomburns
10483 Tomburns (1983 RP2) là một tiểu hành tinh vành đai chính được phát hiện ngày 4 tháng 9 năm 1983 bởi E. Bowell ở trạm Anderson Mesa thuộc Đài thiên văn Lowell.